# Jörgen Ericsson
Fredrik Jörgen Ericsson, tidigare Jörgen Fredrik Ericsson (med tilltalsnamnet Jörgen), född 25 november 1953 i Falu Kristine församling i Kopparbergs län, är en svensk konteramiral och före detta försvarsattaché i Washington, D.C.. Han har tidigare varit marininspektör 2001–2005, chef för Högkvarteret och chef för Försvarsmaktens specialförband.

## Biografi
Ericsson började på Kungliga Sjökrigsskolan i Näsbypark 1972 och tog officersexamen där 1975. Efter det hade Ericsson olika befattningar 1975–1988 upp till och med sekond på jagare, torpedbåt och robotbåt. Han var också lärare i stridsledning, torped och Robot 15 vid Kungliga Sjökrigsskolan samt på Berga örlogsskolor. Åren 1999–2001 var han flottiljchef vid Tredje ytstridsflottiljen. Han har genomgått traditionell skolutbildning med inriktning mot överste/kommendörsbefattningar. Dessutom har han tillbringat ett år vid US Naval Command College 1994–1995 i USA. År 2000 genomgick han Försvarshögskolans chefskurs på Solbacka i Södermanland.
Den 1 oktober 2001 utnämndes han till konteramiral och generalinspektör för Marinen. Anders Grenstad tog över den positionen 1 juli 2005 då Ericsson blev chef för Högkvarteret. 2007–2010 var Ericsson strategi- och planeringschef i Försvarsmakten och chef för planerings- och ekonomiavdelningen i Högkvarteret. Åren 2011–2014 tjänstgjorde Ericsson som Sveriges försvarsattaché i Washington, DC. Ericsson gick i pension i april 2015.
Ericsson har varit kung Carl XVI Gustafs adjutant mellan 1993 och 2001 och överadjutant vid dennes stab från 2001 till sin pension. Han var under åren 2003–2009 ordförande för Sjöofficerssällskapet i Stockholm. Han invaldes i Kungliga Örlogsmannasällskapet 1996 och i Kungliga Krigsvetenskapsakademien 2001. Han var Krigsvetenskapsakademiens andre styresman 2017–2020.

## Utnämningar
- 1975 – Löjtnant
- 1978 – Kapten
- 1982 – Örlogskapten
- 1992 – Kommendörkapten
- 1994 – Kommendörkapten med särskild tjänsteställning
- 1996 – Kommendör
- 2001 – Flottiljamiral (15 mars)
- 2001 – Konteramiral (1 oktober 2001 enligt riksdagsbeslut den 15 mars] 2001)

## Utmärkelser[4]

### Svenska
- För nit och redlighet i rikets tjänst (2005)
- Försvarsmaktens värnpliktsmedalj
- Hans Majestät Konungens medalj, 8:e storleken i serafimerordens band (1998)[5]
- Föreningen Flottans Mäns Ankarmedalj i guld[6]
- Hans Majestät Konungens minnesmedalj (1996)

### Utländska
- Riddare av 1. klass av Finlands Vita Ros’ orden (1994)
- Kommendör av Bernardo O'Higgins-orden (1996)
- 3:e klass / Kommendör av Italienska republikens förtjänstorden (5 maj 1998)[7]
- Kommendör av Argentinska Majorden (4 juni 1998)[8]
- Pingat Jasa Gemilang (Tentera) (2004)
- Kommendör av Tre Stjärnors orden (2005)
- La Condecoración a la Distinción Naval (2004)
- First Class of the Order Of The Madar Horseman with Swords (2007)